# Wooleen Lake
Der Wooleen Lake ist ein Salzsee im Westen des australischen Bundesstaates Western Australia. 
Der See liegt im Verlauf des Roderick River kurz vor seiner Mündung in den Murchison River. Der Fluss tritt im Südosten in den See ein und verlässt ihn wieder im Norden. An seinem Südwestufer liegt die Siedlung Wooleen.